# Agrana
Il gruppo Agrana è un'azienda alimentare con sede a Vienna, che produce zucchero, amido, preparati di frutta, succhi concentrati e carburante all'etanolo. Agrana rifornisce principalmente l'industria alimentare internazionale, con qualche piccola attività anche con i clienti finali. Un marchio noto è Wiener Zucker. Agrana gestisce circa 50 stabilimenti con importanti basi di produzione in Australia, Austria, Argentina, Brasile, Cina, Francia, Germania, Ungheria, Corea del Sud, Marocco, Messico, Polonia, Romania, Sudafrica, Ucraina e Stati Uniti.